# 于德辰
于德辰，字进明，五代十国后唐、后晋、后汉、后周官员，元城人。
于德辰从小聪敏有悟性，志向坚定，刻苦好学，参加科举考试，多次都没有考中。李嗣源镇守邢州，于德辰前去拜见，李嗣源见到他非常器重，就让他在邢州的属县挂名为官。后历任州县，历仕后晋、后汉、后周，官至工部尚书。